# Polygonum tenue
Polygonum tenue är en slideväxtart som beskrevs av André Michaux. Polygonum tenue ingår i släktet trampörter, och familjen slideväxter. Utöver nominatformen finns också underarten P. t. tenue.